# NGC 7831
NGC 7831 je spirální galaxie v souhvězdí Andromedy. Její zdánlivá jasnost je 12,8m a úhlová velikost 1,7′ × 0,4′. Je vzdálená 235 milionů světelných let, průměr má 105 000 světelných let. Je členem skupiny galaxií LGG 1, jejíž je nejjasnější galaxií. Galaxii objevil 20. září 1885 Lewis Swift. Pozdější přesnější pozorování ze 7. září 1888 Guillaumea Bigourdana bylo duplicitně katalogizováno v doplňku katalogu NGC jako IC 1530 

## Skupina galaxiíLGG 1, neboli skupina NGC 7831
| Galaxie   | Jiné označení  | Vzdálenost / miliony světelných let |
| --------- | -------------- | ----------------------------------- |
| NGC 7805  | PGC 109        | 223                                 |
| NGC 7806  | PGC 112        | 221                                 |
| NGC 7819  | PGC 303        | 230                                 |
| NGC 7831  | PGC 569        | 235                                 |
| NGC 7836  | PGC 608        | 227                                 |
| NGC 13    | PGC 650        | 223                                 |
| NGC 20    | PGC 679        | 230                                 |
| NGC 21    | PGC 759        | 221                                 |
| NGC 29    | PGC 767        | 221                                 |
| NGC 39    | PGC 852        | 225                                 |
| NGC 43    | PGC 875        | 222                                 |
| PGC 190   | MCG +05-01-027 | 229                                 |
| PGC 206   | CGCG498-068    | 222                                 |
| PGC 309   | UGC 30         | 221                                 |
| PGC 726   | UGC 93         | 229                                 |
| PGC 869   | UGC 117        | 220                                 |
| PGC 921   | UGC 130        | 221                                 |
| PGC 73023 | UGC12864       | 218                                 |